# Шляхов Олексій Борисович
Олексій Борисович Шляхов (нар. 11 січня 1955, Запоріжжя) — український історик, україніст. Доктор історичних наук (2005), професор (2008), завідувач кафедри української історії та етнополітики Дніпропетровського національного університету імені Олеся Гончара (2005).

## Життєпис
Народився 11 січня 1955 р. в Запоріжжі в родині службовців.
У 1972 р. закінчив СШ № 49 у м. Дніпропетровськ. У тому ж році склав вступні іспити на історичний факультет ДДУ. У 1977 році закінчив із відзнакою Дніпропетровський державний університет, здобувши спеціальність «Історик, викладач історії та суспільствознавства». Протягом 1977—1979 рр. викладав історію в СШ № 75 м. Дніпропетровська.
В 1979 р. поступив в аспірантуру при кафедрі історії СРСР та УРСР ДДУ, де навчався протягом трьох років. В 1982 р. захистив кандидатську дисертацію на тему: «Революційна діяльність учасників повстання на броненосці „Потьомкін“ в еміграції та Росії в 1905—1920 роках».
У 1982 р. призначений на посаду асистента кафедри історії КПРС ДДУ. У 1985 р. був обраний доцентом тієї ж кафедри, а в липні 1988 р. було присвоєно вчене звання доцента.
З 1990 р. доцент кафедри політичної історії, а з 1992 р. — кафедри української історії та етнополітики. У 2005 р. захистив докторську дисертацію на тему «Судновласники та моряки Азово-Чорноморського басейну в модернізаційних процесах кінця ХІХ — початку XX ст.». З 2005 р. і по сьогодення завідувач кафедри української історії та етнополітики ДНУ. В липні 2008 р. отримав вчене звання професора по кафедрі української історії та етнополітики.
У 2006 р. започаткував проведення на базі кафедри Наукові читання на пошану багатолітнього завідувача кафедри професора А. М. Черненка. Усього проведено чотири відповідні заходи, які мають статус міжрегіональної наукової конференції.
Відповідальний редактор фахового збірника наукових праць «Проблеми політичної історії України», заступник головного редактора журналу «Грані», член редколегії «Вісника ДНУ. Серія. Історія та археологія», член редколегії збірника наукових праць кафедри історії України «Наддніпрянська Україна: історичні процеси, події, постаті». Є членом спеціалізованої вченої ради при ДНУ із захисту докторських та кандидатських дисертацій з історії. Також член спеціалізованої вченої ради при ДНУ із захисту кандидатських дисертацій з соціальних комунікацій. З 2010 по 2013 рр. був членом Ради з проведення експертизи дисертаційних робіт з історичних дисциплін ДАК Міністерства освіти та науки України.
В області науково-дослідної роботи займається вивченням питань соціально-економічного та суспільно-політичного розвитку України в другій половині ХІХ — початку XX ст., зокрема, своєрідності тогочасної модернізації, розвитку підприємництва та взаємовідносин праці та капіталу, причин виникнення в українському суспільстві гострого соціального конфлікту. Публікується у виданнях Інституту історії України НАН України — «УІЖ» та «Проблеми історії України ХІХ — початку XX ст.». Всього видав 170 наукових та науково-методичних праць, в тому числі три одноосібні монографії. Зокрема, у 2003 р. — монографію «Судновласники та моряки Азово-Чорноморського басейну (90-ті рр. ХІХ ст.– 1914 р.)», а у 2011 р. — монографію «Україна на шляху до індустріального суспільства (друга половина ХІХ — початок XX ст.»). Брав участь в авторських колективах з підготовки таких видань як «Національна книга пам'яті жертв голодомору 1932—1933 років в Україні. Дніпропетровська область» (Д., 2008) та «Діячі державної влади та самоврядування Дніпропетровської області: історичні нариси: у 2 т.» (Д., 2009).
Підготував двох кандидатів історичних наук. В травні 2012 р. за «значний особистий внесок в розвиток науки, підготовку висококваліфікованих спеціалістів та наукових кадрів» нагороджений Почесною грамотою Придніпровського наукового центру НАН України (№ 02-0016). Член Вченої ради ДНУ ім. О. Гончара.

## Вибрана бібліографія
- Судновласники і моряки Азово-Чорноморського басейну (90-ті рр. ХІХ ст. — 1914 р.). — Д.: Видавництво Дніпропетровського університету, 2003. — 368 с.[1]
- Україна на шляху до індустріального суспільства (друга половина ХІХ — початок XX ст.). — Д.: Видавництво ДНУ, 2010. — 244 с.[2]
- Україна в умовах модернізації та загострення соціального конфлікту. Кінець ХІХ — початок XX ст. — Д.: Ліра, 2016. — 398 с.[3]